# Boutique Bizarre
Die Boutique Bizarre ist ein Erotik- und Fetisch-Geschäft mit Sitz in Hamburg. Es verfügt über eine Verkaufsfläche von 1400 m² auf zwei Ebenen. Gemessen an der Ladenfläche ist die Boutique Bizarre einer der größten Sexshops Europas. Betreiber ist Die fünfunddreissig Handels GmbH.

## Geschichte
1990 auf der Reeperbahn gegründet, entwickelte sich die Boutique Bizarre durch ständige räumliche Vergrößerung zu einem Unternehmen, das Sexspielzeug, Bücher, Filme, Dessous, Korsetts und erotische Abendmode für Erwachsene anbietet. Einen Spezialbereich deckt das Untergeschoss mit seinem BDSM-, Fetisch- und Latexangebot ab. In der Galerie der Boutique Bizarre finden Vernissagen und Ausstellungen erotischer Kunst, Fotografie, sowie kulturelle Veranstaltungen statt. Sie ist Partner des alljährlichen Hamburg Burlesque Festivals unter der Leitung von Marlene von Steenvag sowie der Lesbisch Schwulen Filmtage Hamburg und bietet BDSM-Seminare von Matthias T. J. Grimme an.
2001 wurde ein Online-Shop mit internationalem Versand angeschlossen. Ein Relaunch fand 2017 statt, der die Website der Boutique Bizarre um ein redaktionelles Blog erweitert. Außerdem produziert die Boutique Bizarre seitdem monatlich neue Produktvideos mit dem 50er-Jahre Pin-up-Girl „Fräulein Fabelhaft“, die auf dem hauseigenen Videokanal, bei YouTube, auf der JOYclub-Partnerseite und auf Facebook abrufbar sind.
2019 erschien ein Buch über dieses Ladengeschäft. Unter dem Titel Eine neutrale Tüte bitte – Menschen im Sexshop veröffentlichte Autorin Candy Bukowski Geschichten und Erlebnisse mit Kunden und Besuchern der Boutique Bizarre, außerdem sind Olivia Jones, Lilo Wanders und Eve Champagne mit Vorworten vertreten.
Regelmäßig wurde über die Boutique Bizarre in Print- und Onlinemedien berichtet. Außerdem war sie Drehort für internationale Reportagen- und Filmformate.